# Miuccia Prada
Miuccia Prada Bianchi rozená Maria Bianchi (* 10. května 1949 Milán) je italská módní návrhářka (značky Prada, Miu Miu) a podnikatelka. Má také doktorát v oboru politologie.

## Životopis
Narodila se v Miláně jako nejmladší vnučka Maria Prady, zakladatele společnosti Prada. Ona a její manžel Patrizio Bertelli po něm v roce 1978 převzali rodinnou firmu vyrábějící luxusní zboží. Od té doby změnili společnost na významný dům módy a získali například návrháře Jil Sanderovou, Helmuta Langa a obuvnickou společnost Church & Co.
Miuccia Prada je sběratelkou současného umění a vlastní několik návrhů od mladých britských umělců (Young British Artists) včetně Damiena Hirsta. V roce 2002 otevřela galerii moderního umění s názvem Fondazione Prada. V roce 2010 oznámila jméno vítěze soutěže Turner Prize pro britské umělce do padesáti let.
Získala doktorát v oboru politologie a poté po pět let navštěvovala Teatro Piccolo, kde se učila a předváděla pantomimu. V průběhu sedmdesátých let byla členkou komunistické strany a bojovala za ženská práva. V roce 1978 vstoupila do rodinného podniku vyrábějícího luxusní kožené tašky, společnosti, kterou založil její dědeček v roce 1913. Přibližně v téže době potkala svého nynějšího manžela a obchodního partnera Patrizia Bertelliho. V roce 1985 zaznamenala první velký úspěch, když navrhla řadu černých a jemně tkaných nylonových kabelek, které se okamžitě staly hitem. V roce 1989 navrhla a představila svou první kolekci oblečení pro ženy; mužská kolekce následovala v roce 1995. Značka Miu Miu byla představena v roce 1992 jako méně drahá řada dámského oblečení, která byla inspirována osobním šatníkem Miucii a její přezdívkou. V roce 1994 předvedla své kolekce na newyorském a londýnském týdnu módy.
Její manžel Patrizio Bertelli je stále převládající obchodní silou společnosti Prada, je odpovědný za obchodní strategii firmy a obchodní produkty společnosti. Společnost se rozrostla v mezinárodní a prodává značky jako Fendi, Helmut Lang, Jil Sander a Azzedine Alaïa. Muiccia Prada je známa pro svůj decentní, minimalický, klasický, cool a pohodlný smysl pro luxus. Společnost se také rozšířila a začala prodávat kožené zboží, obuv, parfémy a oblečení pro muže i pro ženy. Společnost má v současné době přibližně 250 obchodů v 65 zemích po celém světě.